# Los Angeles Wolves
Los Angeles Wolves was een Amerikaanse voetbalclub uit Los Angeles, Californië. De club bestond slechts twee jaar.

## Geschiedenis
In 1967 werd de United Soccer Association (USA) opgericht, een nieuwe voetbalbond die een professionele competitie organiseerde. De USA wilde de competitie starten in 1968, maar nadat nog een andere bond, NPSL, ontstond die al in 1967 een competitie organiseerde startte ook de USA in 1967 met een competitie. Omdat de bond geen spelers had werd besloten om teams te importeren van competities uit Europa en Zuid-Amerika, die net afgelopen waren en dus een zomercompetitie konden spelen in de Verenigde Staten. Wolverhampton Wanderers, een Engelse voetbalclub die net kampioen geworden was in de tweede klasse, kwam naar Los Angeles. De oorspronkelijke benaming voor de club zou Los Angeles Zorros worden, maar nadat het contract met Wolverhampton getekend werd namen ze de naam Wolves aan, de bijnaam voor de Wanderers.
De club speelde in de Western Division samen met San Francisco Golden Gate Gales, Chicago Mustangs, Houston Stars, Vancouver Royal Canadians en Dallas Tornado. Deze teams werden vertegenwoordigd door ADO Den Haag, Cagliari Calcio, Bangu AC, Sunderland en Dundee United. De Wolves werden kampioen en mochten het opnemen tegen de kampioen van de Eastern Division, de Washington Whips die vertegenwoordigd werden door Aberdeen. Via kop of munt won Los Angeles het voorrecht om de finale thuis te organiseren. Er kwamen 17824 toeschouwers naar het Coliseum en de Wolves versloegen de Whips met 6-5 na 36 minuten verlengingen. In de tweede helft werd er op 4 minuten tijd vier keer gescoord en beide teams scoorden ook nog in de verlengingen. De wedstrijd werd beslist door een own-goal van Ally Shewan waardoor de Wolves kampioen werden.
In december 1967 verenigde de USA zich met de NPSL en werd zo de North American Soccer League, die tot 1984 bestond. LA speelde in de Pacific Division samen met San Diego Toros, Oakland Clippers en Vancouver Royals. Dit keer waren het echter niet de spelers van Wolverhampton die in het team speelden. De club werd derde op vier clubs en na dit seizoen werd het team, samen met nog elf andere teams ontbonden. Pas in 1974 kreeg de stad een opvolger met de Los Angeles Aztecs.

## Bekende spelers
- Carlos Metidieri
- Alun Evans
- Ernie Hunt
- Peter Knowles
- Phil Parkes
- David Wagstaffe
- Derek Dougan

## Seizoen per seizoen
| Jaar | League | W  | V | G  | Ptn | Reg. Seizoen           | Playoffs            |
| ---- | ------ | -- | - | -- | --- | ---------------------- | ------------------- |
| 1967 | USA    | 5  | 5 | 2  | 15  | 1ste, Western Division | Champions           |
| 1968 | NASL   | 11 | 8 | 13 | 139 | 3de, Pacific Division  | Niet gekwalificeerd |